# 马克特贝格尔
马克特贝格尔是德国巴伐利亚州的一个市镇。总面积24.20平方公里，总人口1533人，其中男性778人，女性755人（2011年12月31日），人口密度63人/平方公里。